# Montopoli di Sabina
Montopoli di Sabina és un comune (municipi) de la província de Rieti, a la regió italiana del Laci, situat a uns 40 km al nord-est de Roma i a uns 20 km al sud-oest de Rieti. A 1 de gener de 2019 la seva població era de 4.074 habitants.

## Història
La ciutat va ser esmentada per primera vegada el 1055, en un document de l'abadia de Farfa. Es coneix localment com "la ciutat dels corsaris" (en italià: Il paese dei Corsari).

## Geografia
Montopoli, situat al sud-oest de la província, al límit de la Ciutat Metropolitana de Roma, limita amb els municipis de Castelnuovo di Farfa, Fara a Sabina, Fiano Romano, Nazzano, Poggio Mirteto, Salisano i Torrita Tiberina. Les fronteres del sud-oest amb Fiano estan creuades pel riu Tíber.
Montopoli compta amb les frazioni de Bocchignano, Casenove, Colonnetta La Memoria, Ferruti, Granari, Granica, Ponte Sfondato, Ponticchio i Santa Maria.